# Kalhausen
Kalhausen is een gemeente in het Franse departement Moselle (regio Grand Est) en telt 851 inwoners (2004).
De plaats maakt deel uit van het arrondissement Sarreguemines en sinds begin 2015 ook van het kanton Sarreguemines. Daarvoor maakte het deel uit van het inmiddels opgeheven kanton Rohrbach-lès-Bitche.

## Geografie
De oppervlakte van Kalhausen bedraagt 13,6 km², de bevolkingsdichtheid is 62,6 inwoners per km².
De onderstaande kaart toont de ligging van Kalhausen met de belangrijkste infrastructuur en aangrenzende gemeenten.

## Demografie
Onderstaande figuur toont het verloop van het inwonertal (bron: INSEE-tellingen).